# Villouxel
Villouxel ist eine französische Gemeinde mit 86 Einwohnern (Stand: 1. Januar 2022) im Département Vosges in der Region Grand Est (bis 2015 Lothringen). Sie gehört zum Arrondissement Neufchâteau und zum Gemeindeverband Ouest Vosgien.

## Geografie
Die Gemeinde Villouxel liegt am Oberlauf des Flusses Saônelle im äußersten Südwesten der historischen Region Lothringen, etwa zehn Kilometer westlich von Neufchâteau am Nordostrand des Plateaus von Langres. In der waldreichen Gemeinde wird im Westen mit 438 m über dem Meer der höchste Punkt erreicht. Zu Villouxel gehört der Weiler Le Fourneau.
Nachbargemeinden von Villouxel sind Pargny-sous-Mureau im Norden und Liffol-le-Grand im Süden.

## Geschichte
Das Dorf wurde erstmals 1215 als Vilorcés erwähnt. Es gehörte zur Vogtei Lamarche, kirchlich war Villouxel eine Filiale der Pfarrei in Pargny-sous-Mureau, an die auch der Zehnte abgeführt wurde. Eine eigene Kirche – St. Martin geweiht – erhielt Villouxel erst im Jahr 1830. Das Rathaus- und Schulgebäude (Mairie-école) entstand 1853.
Zwischen 1790 und 1801 war Villouxel Teil des früheren Kantons Liffol-le-Grand.1793, in der Zeit der Französischen Revolution hieß die Gemeinde vorübergehend Villouxelle.

### Bevölkerungsentwicklung
| Jahr      | 1962 | 1968 | 1975 | 1982 | 1990 | 1999 | 2006 | 2013 | 2022 |
| --------- | ---- | ---- | ---- | ---- | ---- | ---- | ---- | ---- | ---- |
| Einwohner | 113  | 131  | 110  | 123  | 109  | 100  | 92   | 81   | 86   |

Im Jahr 1836 wurde mit 264 Bewohnern die bisher höchste Einwohnerzahl ermittelt. Die Zahlen basieren auf den Daten von cassini.ehess und INSEE.

## Sehenswürdigkeiten

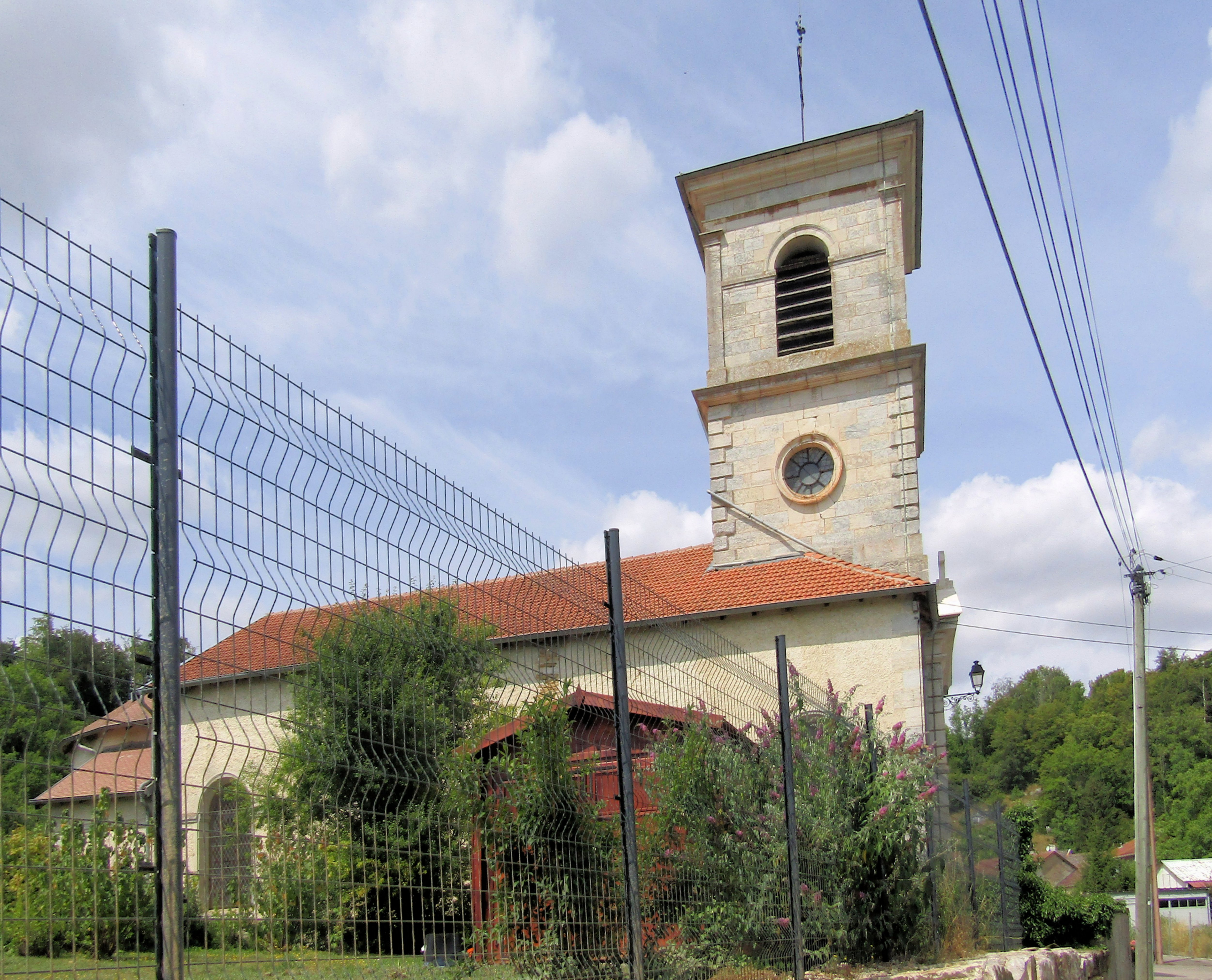
Kirche Saint-Martin
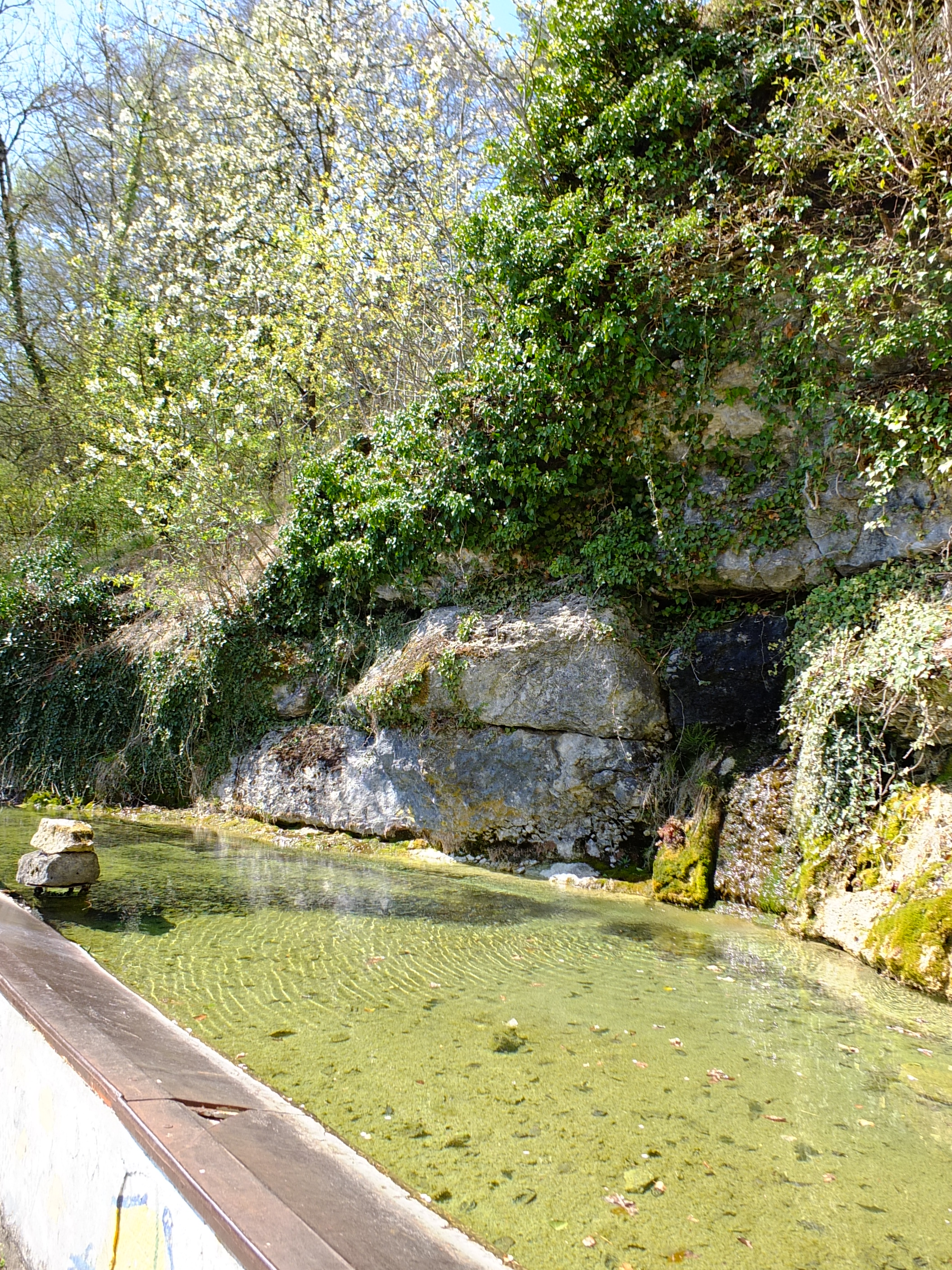
Brunnen
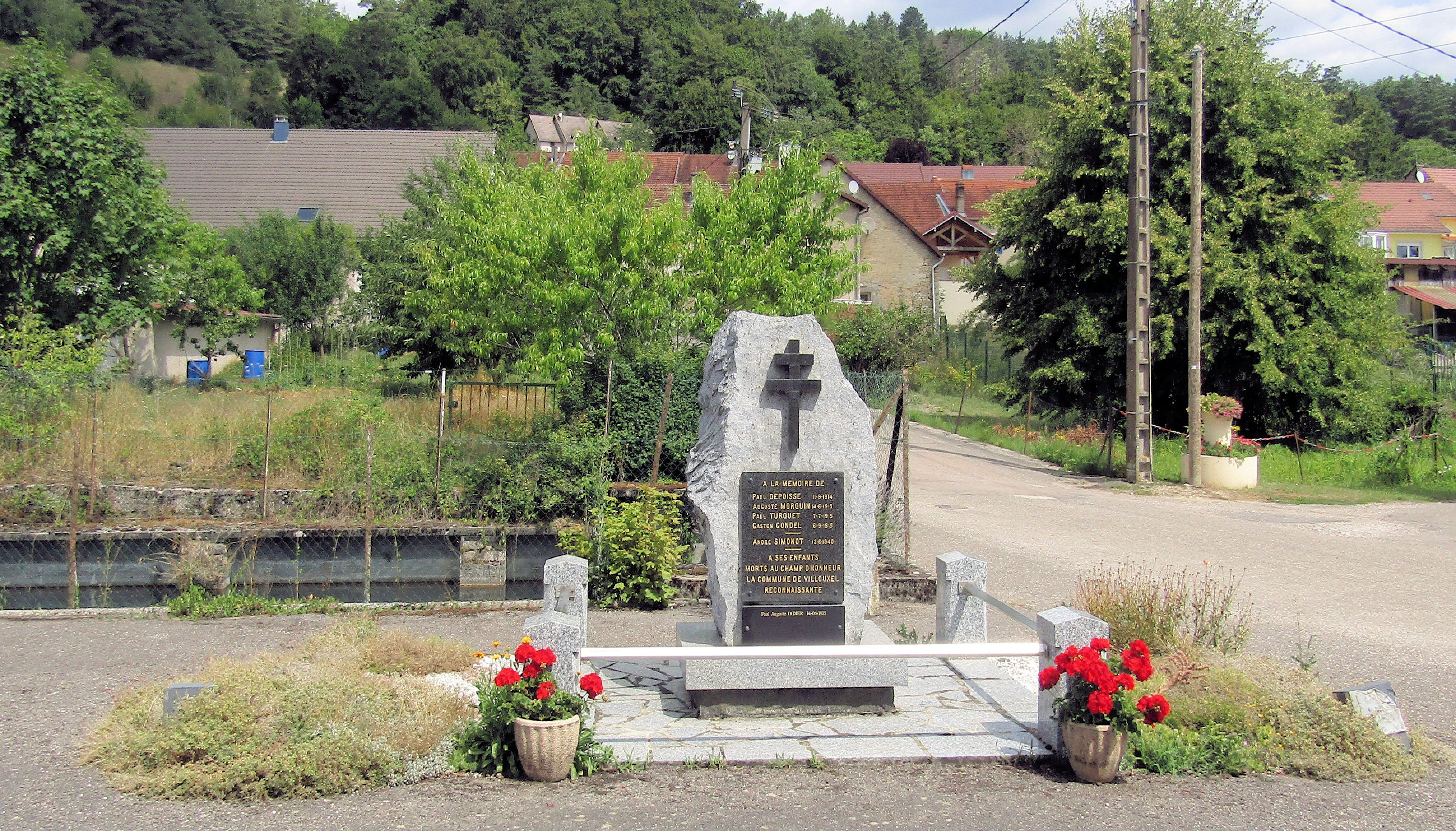
Gefallenendenkmal

- Kirche Saint-Martin
- Brunnen
- Gefallenendenkmal

## Wirtschaft und Infrastruktur
In der Gemeinde sind zwei Landwirtschaftsbetriebe ansässig (Getreideanbau), Viehzucht.
Durch die Gemeinde Villouxel führt die Straße von Liffol-le-Grand nach Coussey. Drei Kilometer südlich verläuft die Fernstraße D 476 von Toul nach Chaumont. Der zehn Kilometer von Villouxel entfernte Bahnhof in Neufchâteau liegt an der Bahnstrecke Culmont-Chalindrey–Toul.

## Belege
1. ↑  Villouxel auf vosges-archives.com (Memento des Originals vom 4. März 2016 im Internet Archive)  Info: Der Archivlink wurde automatisch eingesetzt und noch nicht geprüft. Bitte prüfe Original- und Archivlink gemäß Anleitung und entferne dann diesen Hinweis., PDF, französisch, seit 2017 nicht mehr abrufbar
2. ↑  Villouxel auf cassini.ehess
3. ↑  Villouxel auf INSEE
4. ↑  Landwirtschaftsbetriebe auf annuaire-mairie.fr (französisch)